# Estalinisme

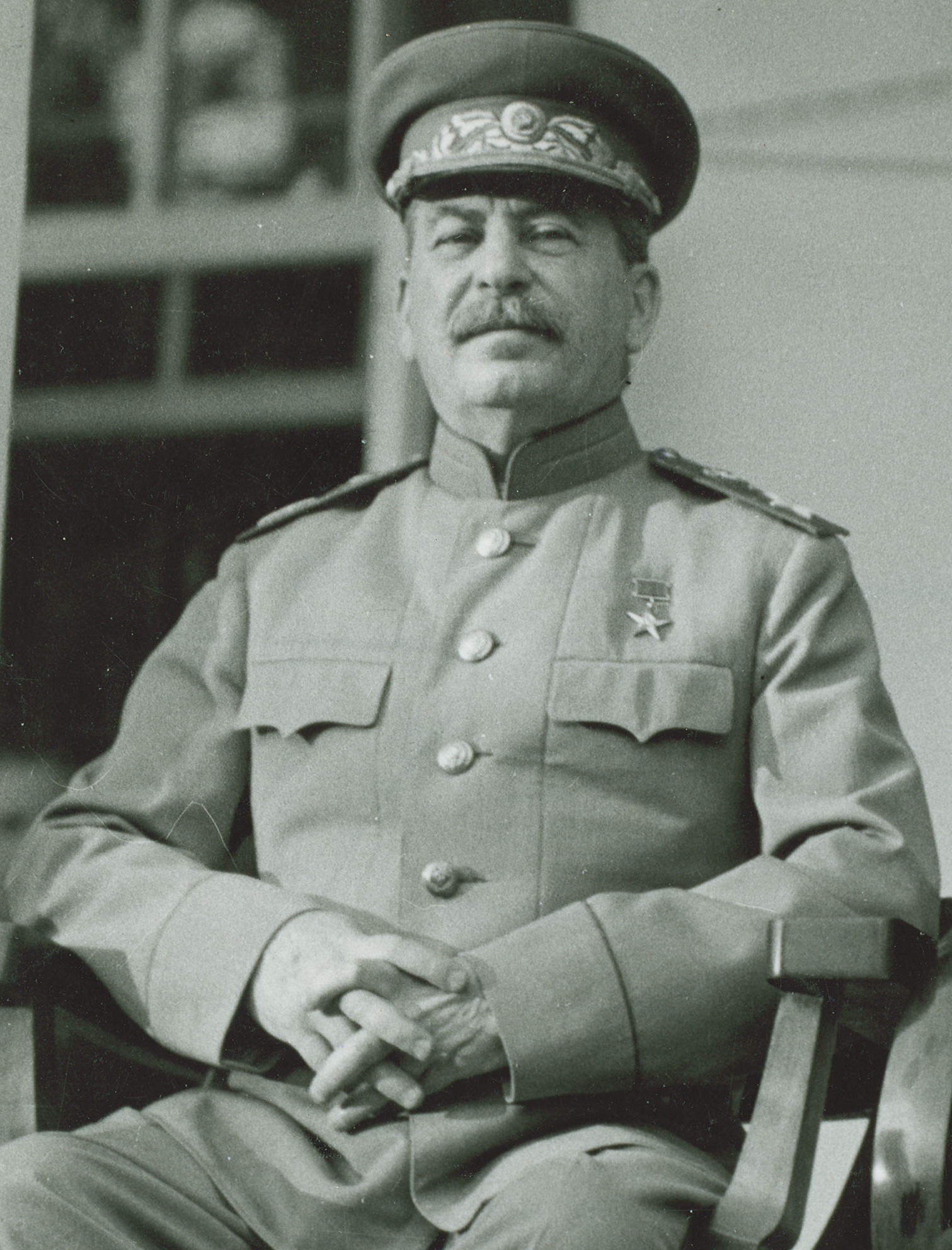
Ióssif Stalin.

Estalinisme és un terme emprat per a referir-se al sistema polític aplicat per Ióssif Stalin a la Unió Soviètica, com també per la resta dels corrents i dirigents polítics que van adoptar models afins en altres estats satèl·lits.
En resum, alguns dels aspectes més significatius de l'estalinisme van ser una economia col·lectivista i dirigida per l'estat, la consolidació de la indústria pesant, el culte al líder i la militarització de la societat.
En un principi, el terme ha estat utilitzat per opositors polítics i pensadors crítics amb la figura de Stalin (lligats en gran manera, encara que no necessàriament, a la tradició marxista i comunista), en referència a un tipus de govern o règim de característiques hiperpresidencialistes, sovint identificat amb el bonapartisme. Així mateix i per extensió, amb ell se solen referir al conjunt de sistemes polítics amb elements comuns o afins als desenvolupats o implementats durant el mandat de Stalin, associats per aquests a estats obrers degradats, és a dir, que van experimentar una sèrie de transformacions o deformacions burocràtiques que van reproduir en el seu si noves situacions de dominació i contradicció de classes, la qual cosa els converteix en radicalment oposats a la filosofia autogestionària i democràtica del socialisme i les propostes o pràctiques dutes a terme per referents com Lenin i el partit bolxevic.
Aquests sistemes es caracteritzarien per certs procediments de control o repressió (sovint arbitrària) cap a la població, l'estatització o col·lectivització forçada i controlada de l'economia, amb un fort monopoli o predomini de l'Administració de l'Estat. També afavoreix la instauració i consolidació en les diferents esferes de poder i institucions d'una classe burocràtica, pertanyent o fortament vinculada a la jerarquia d'un únic partit identificat amb el marxisme-leninisme, la industrialització accelerada(a vegades referida a no tenir en compte el cost humà i l'impacte mediambiental), provocant episodis de fam com la Holodomor, les mobilitzacions i deportacions en massa, la persecució i desaparició d'opositors polítics del mateix partit o grup, i de qualsevol possible oposició fora d'aquest. Amb aquestes premisses, altres comunistes i socialistes, com també els capitalistes, per semblança, analogia o implantació d'aquest sistema, qualifiquen d'estalinistes altres règims, com els de Corea del Nord (amb Kim Il-sung), Albània (amb Enver Hoxha) i Romania (amb Nicolae Ceausescu).
Durant el seu govern, Stalin va convertir la retardada Unió Soviètica en una autèntica potència mundial amb un creixement vertiginós que mai no van aconseguir els caps d'estats soviètics posteriors, els quals van cridar a la desestalinització.Durant el govern de Stalin van augmentar les competències del control per part del Comitè Central del Partit Comunista de la Unió Soviètica, cosa que el partit considerava necessària per a afrontar la industrialització i la posterior Segona Guerra Mundial. És per aquest motiu que hi ha qui considera l'extinta Unió Soviètica un estat obrer amb deformacions burocràtiques, i no un estat socialista. Hi ha els qui van més enllà perquè el consideren, en especial en cercles trotskistes, com una forma d'estatització o de capitalisme d'estat (Tony Cliff).

## Estalinisme com a teoria política
El terme utilitzat en la Unió Soviètica i que van continuar utilitzant els que van donar suport a la seva política, és simplement el de marxisme-leninisme, com es designava oficialment la doctrina revolucionària en l'URSS. Això, és a causa del fet que no consideren que Stalin hagi representat una doctrina superior a la de Karl Marx, Friedrich Engels i Lenin. El denominat estalinisme se centra a interpretar i aplicar les idees d'aquells i va construir un sistema polític que deia adaptar les idees marxistes-leninistes a les necessitats canviants de la societat. Entre els que professen el marxisme o el leninisme, hi ha molts que veuen a l'estalinisme com una perversió d'esta ideologia; els trotskistes en particular són virulentament antiestalinistes, considerant Stalin com un contrarevolucionari que utilitzava a Marx com a excusa, quelcom que també pensen els partidaris de Stalin sobre Trotski.
Els seguidors de Stalin creien que era la màxima autoritat del leninisme després de la mort de Lenin el 1924, després d'haver estat triat secretari general del Partit Comunista de la Unió Soviètica en el XII Congrés. Van emfatitzar el fet que Trotski no es va unir el partit de Lenin fins a 1917, afirmant que Trotski no creia realment en les contribucions de Lenin (necessitat d'un partit d'avantguarda, llei del desenvolupament desigual), i que Lenin sempre va ser especialment crític amb Trotski (al qual va denominar de vegades "Judes Trotski"). A pesar d'això també hi ha altres cites de Lenin cap a ell, en les quals Vladimir Ilich, lloa a Lleó Trostky (L'acord? Ni tan sols puc parlar d'això seriosament. Trotski va dir fa temps que la unificació era impossible. Trotski va comprendre això, i des de llavors no hi ha hagut millor bolxevic que ell"). De 1917 a 1924, Lenin, Trotski i Stalin sovint van aparèixer junts però de fet les seves diferències mai es van saldar.
Les principals idees de Stalin dins de la pràctica política eren:
- Defensa del socialisme en un sol país.
- La lluita de classes s'agreujaria al llarg del desenvolupament del socialisme, amb la qual cosa seria necessari augmentar el control per part del partit i del Comitè Central.
- Una moral més conservadora, principalment en allò que s'ha referit a la qüestió de la dona.

## Estalinisme econòmic i polític
El terme va ser primer utilitzat pels trotskistes oposats al règim socialista de la Unió Soviètica. Els trotskistes argumenten que l'URSS estalinista no era socialista ni comunista, però sí un Estat de treballadors burocratitzat i degenerat; un estat no-capitalista en el qual l'explotació estava controlada per una casta dirigent que, encara que no era propietària dels mitjans de producció i no era una classe social, acumulava beneficis i privilegis a costa de la classe treballadora.
Construint i transformant el llegat de Lenin, Stalin va desenrotllar el sistema socialista de la Unió Soviètica durant els anys 20 i 30. Una sèrie de plans quinquennals van fer possible el desenvolupament accelerat de la seua economia. Grans avanços es van observar en molts sectors, especialment en el del ferro i l'acer. La societat va ser portada d'una posició de dècades de retard respecte a Occident a una posició d'igualtat econòmica i científica en 30 anys, segons algunes dades estadístiques. Alguns historiadors de l'economia actualment creuen que va ser el més ràpid creixement econòmic que haja tingut lloc en la història.
A causa del prestigi i influència de la Revolució a Rússia, molts països que durant el segle xx van buscar un model alternatiu al sistema de mercat van seguir els passos de l'URSS, tant política com econòmicament.
Després de la mort de Stalin el 1953, el seu successor Nikita Khrusxov va repudiar les seues polítiques, va condemnar el culte a la personalitat de Stalin en el seu discurs secret del XX Congrés del Partit el 1956, i va instituir un procés de desestalinització i liberalització (dins del mateix marc polític), la tesi reformista del trànsit per la via pacífica al socialisme i la coexistència amb l'imperialisme. En conseqüència molts dels partits comunistes de tot el món que havien mostrat el seu suport a Stalin, van adoptar les posicions reformistes moderades de Khrusxov, amb major o menor grat. Les excepcions per part de països socialistes van ser la República Popular de la Xina i l'República Popular d'Albània, governades per Mao Zedong i Enver Hoxha respectivament, països que van arribar a tallar les relacions amb la resta de països del Bloc De l'Est en els anys 1960. Xina va seguir la ideologia maoista; Albània va rebutjar la condemna del XX Congrés, i va declarar la seua fidelitat al govern de Stalin. En este moment es va passar a diferenciar entre distints grups de partits comunistes: prosoviètics, proalbanesos o hoxhaïstes, i maoistes o proxinesos.

## Estalinisme en el Món
Distints governs nominalment socialistes, o estatistes, instal·lats en altres països a més de l'URSS, principalment en el període de 1945 a 1991, també han sigut diverses vegades titllats d'estalinistes, a causa de determinats mètodes polítics i econòmics emprats. D'entre ells es trobarien el govern de Kim Il-sung i el seu fill i successor en el càrrec Kim Jong-il en Corea del Nord, a través de la ideologia oficial Juche.
L'estalinisme en altres països, (principalment en les dècades de 1930 a 1950), va estar associat directament a l'alineament automàtic a les polítiques de Moscou i del Komintern. Diversos governants d'estos règims podrien, segons els crítics de Stalin, ser considerats estalinistes, com Mátyás Rákosi a Hongria, Gueorgui Dimitrov a Bulgària, Klement Gottwald a Txecoslovàquia, Bolesław Bierut a Polònia i Horloogiyn Choibalsan a Mongòlia.
Un altre règim socialista considerat per alguns com estalinista va ser el de Enver Hoxha a Albània, el qual ho declarava obertament i fins i tot va mantindre una efígie del governant soviètic en la plaça principal de Tirana, quan en la resta de l'Europa Oriental els homenatges a Stalin ja havien cessat. No obstant això, determinats governs, encara que socialistes, no encaixen en la definició d'estalinistes per adoptar altres mesures econòmiques i alineaments geopolítics distints, com el règim de Nicolae Ceausescu a Romania o de Deng Xiaobing a la Xina.
Hi ha qui assenyala que actualment són estalinistes per exemple Bernard Coard, a Grenada.